# Arnoglossus dalgleishi
Arnoglossus dalgleishi är en fiskart som först beskrevs av Von Bonde 1922.  Arnoglossus dalgleishi ingår i släktet Arnoglossus och familjen tungevarsfiskar. Inga underarter finns listade i Catalogue of Life.